# Erythroxylaceae
Erythroxylaceae — родина квіткових дерев і кущів, що складається з 4 родів і 271 виду. Найвідомішими видами є рослини коки, включаючи вид Erythroxylum coca, джерело речовини кока.